# Sattelzug

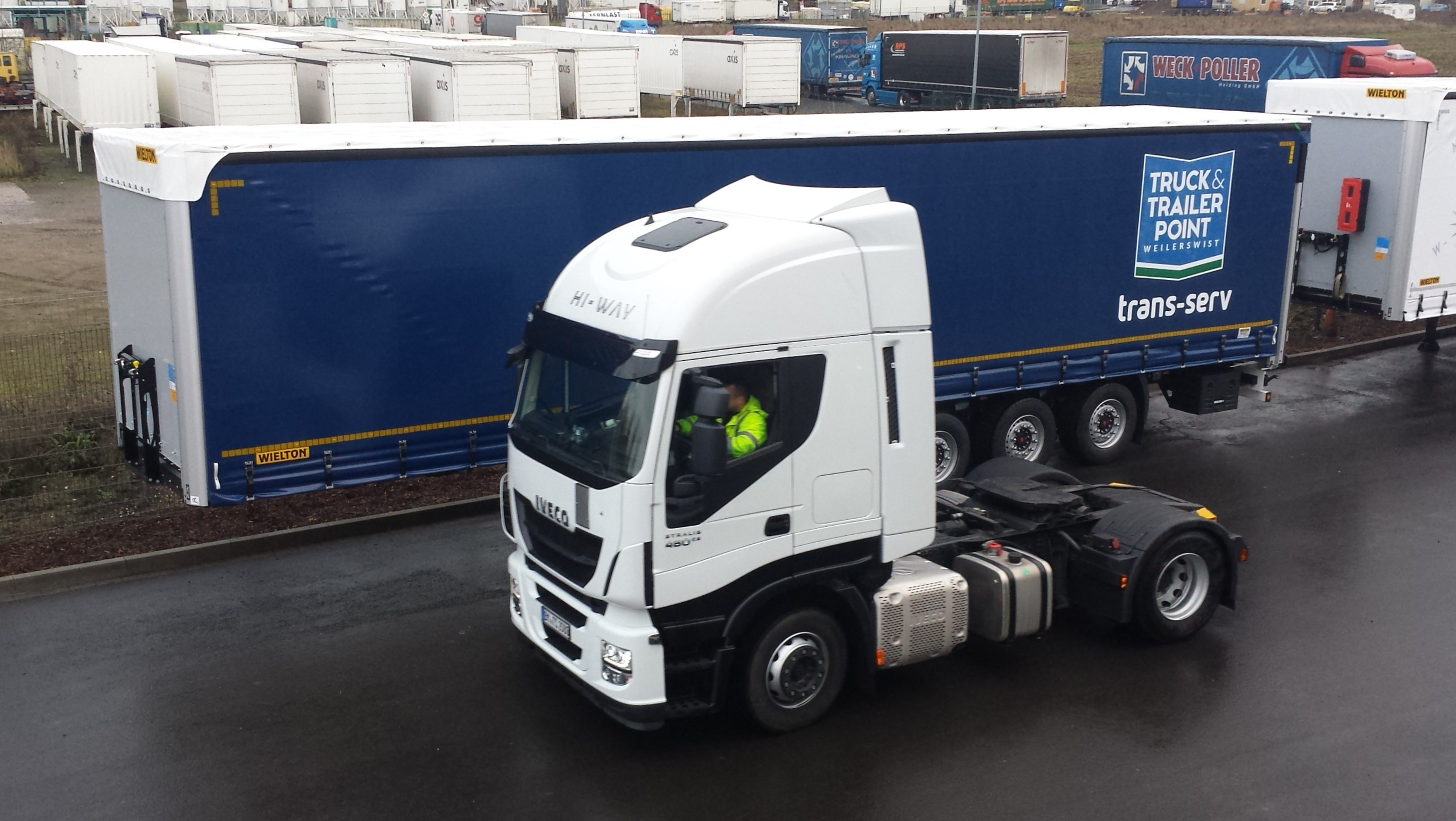
Sattelzugmaschine vor entkoppeltem Sattelauflieger mit Schiebeplane

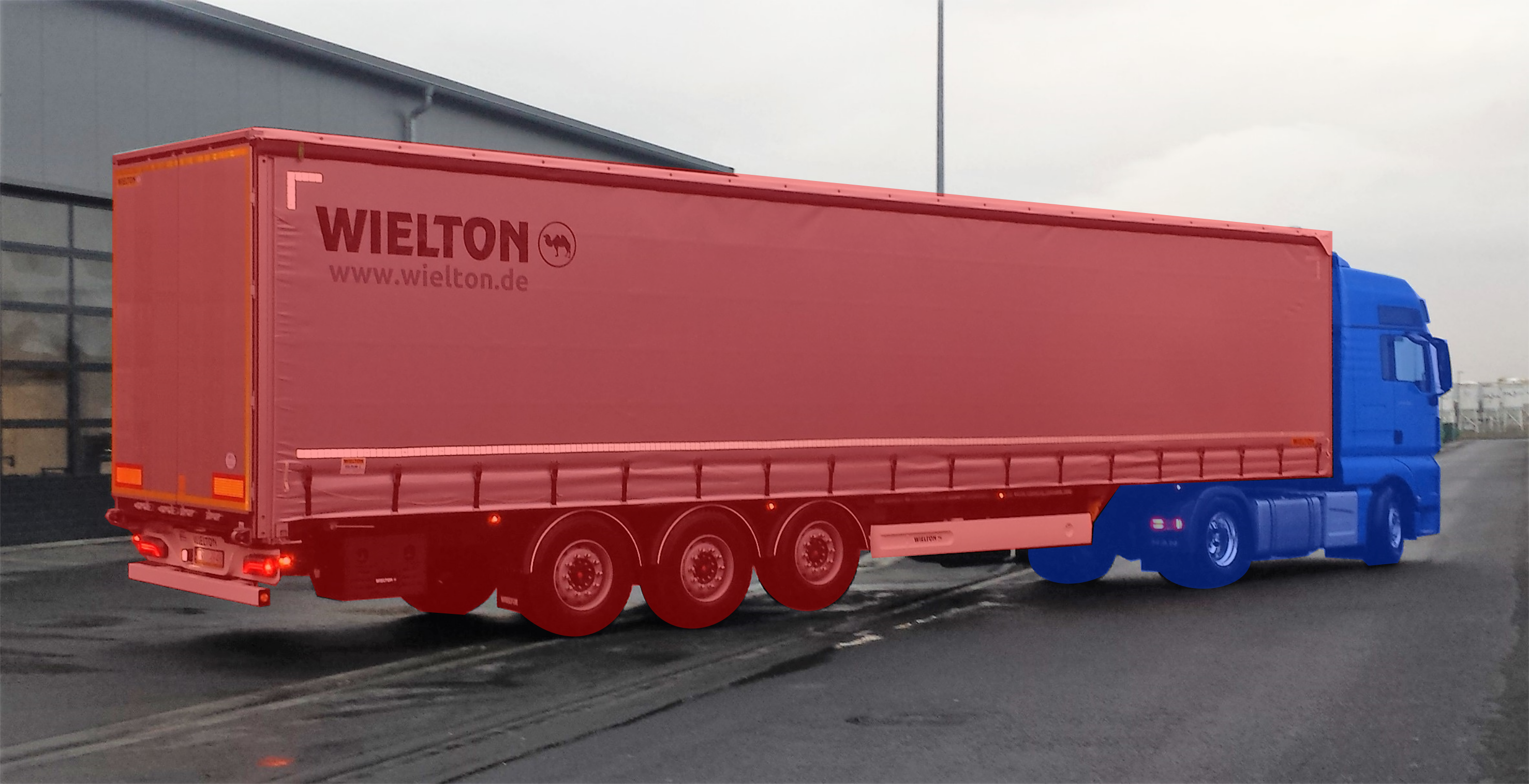
Gekoppelter Sattelzug in typischer Zusammensetzung aus Sattelzugmaschine (blau) und Sattelauflieger (rot)

Ein Sattelzug (amtlich in Deutschland Sattelkraftfahrzeug und in der Schweiz Sattelmotorfahrzeug genannt) ist ein Gespann aus einer Sattelzugmaschine (auch Sattelschlepper genannt) und einem Sattelauflieger (auch Sattelanhänger, Auflieger oder Trailer genannt). Die Sattelzugmaschine basiert technisch in der Regel auf einem kurzen Lkw-Fahrgestell mit Fahrerhaus, Lenk- und Antriebsachse(n), Motor und Getriebe, auf dessen Rahmen eine Sattelkupplung zur Befestigung des Sattelaufliegers aufgeschraubt ist.
In Deutschland ist die Bezeichnung Sattelzug für solche Kraftfahrzeuge nur umgangssprachlich, in Österreich ist sie jedoch die gesetzliche Bezeichnung für die Kombination aus Sattelzugmaschine und Sattelauflieger.

## Geschichte

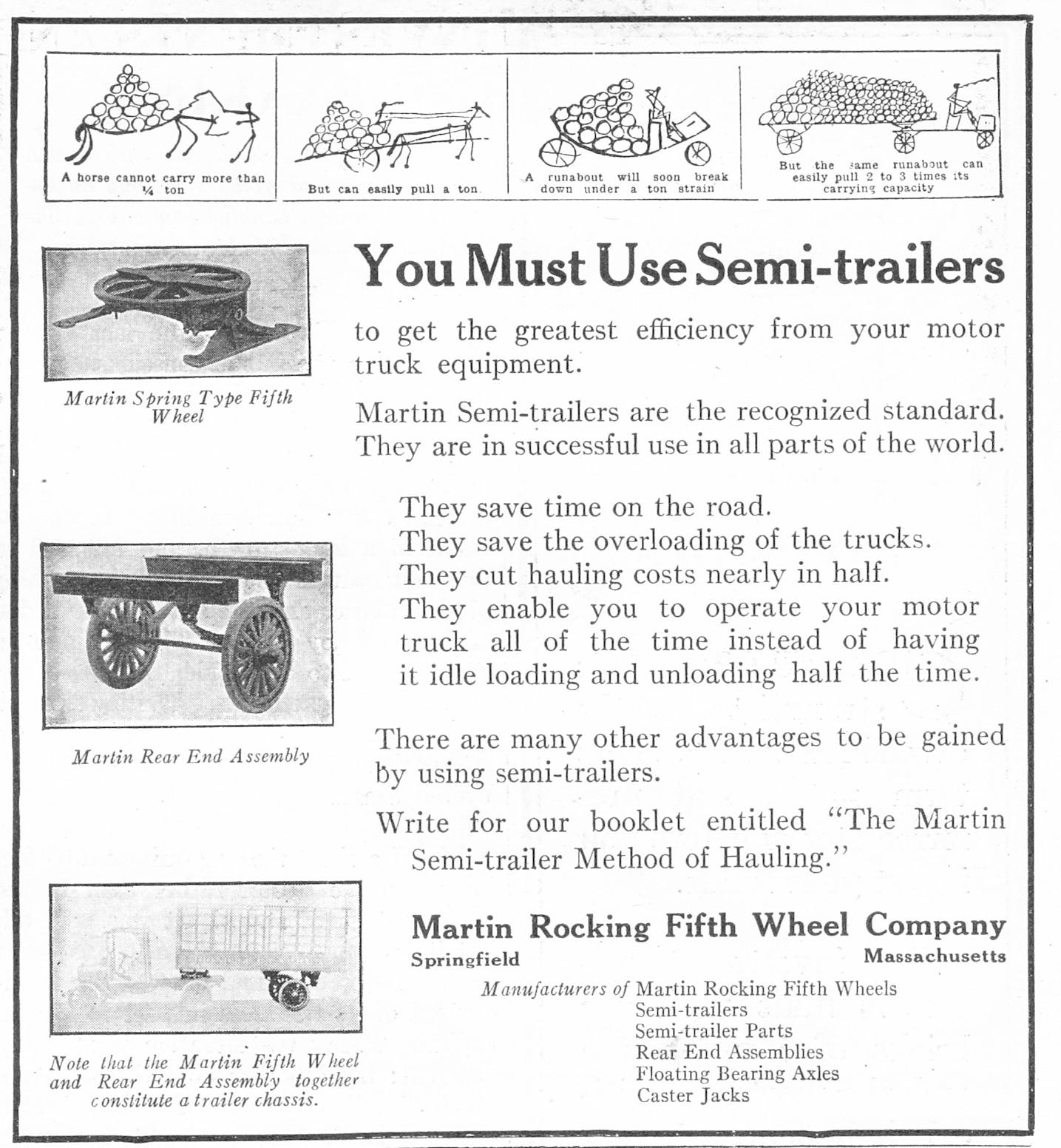
Eine Werbung aus dem Jahr 1920 der Martin Rocking Fifth Wheel Co.

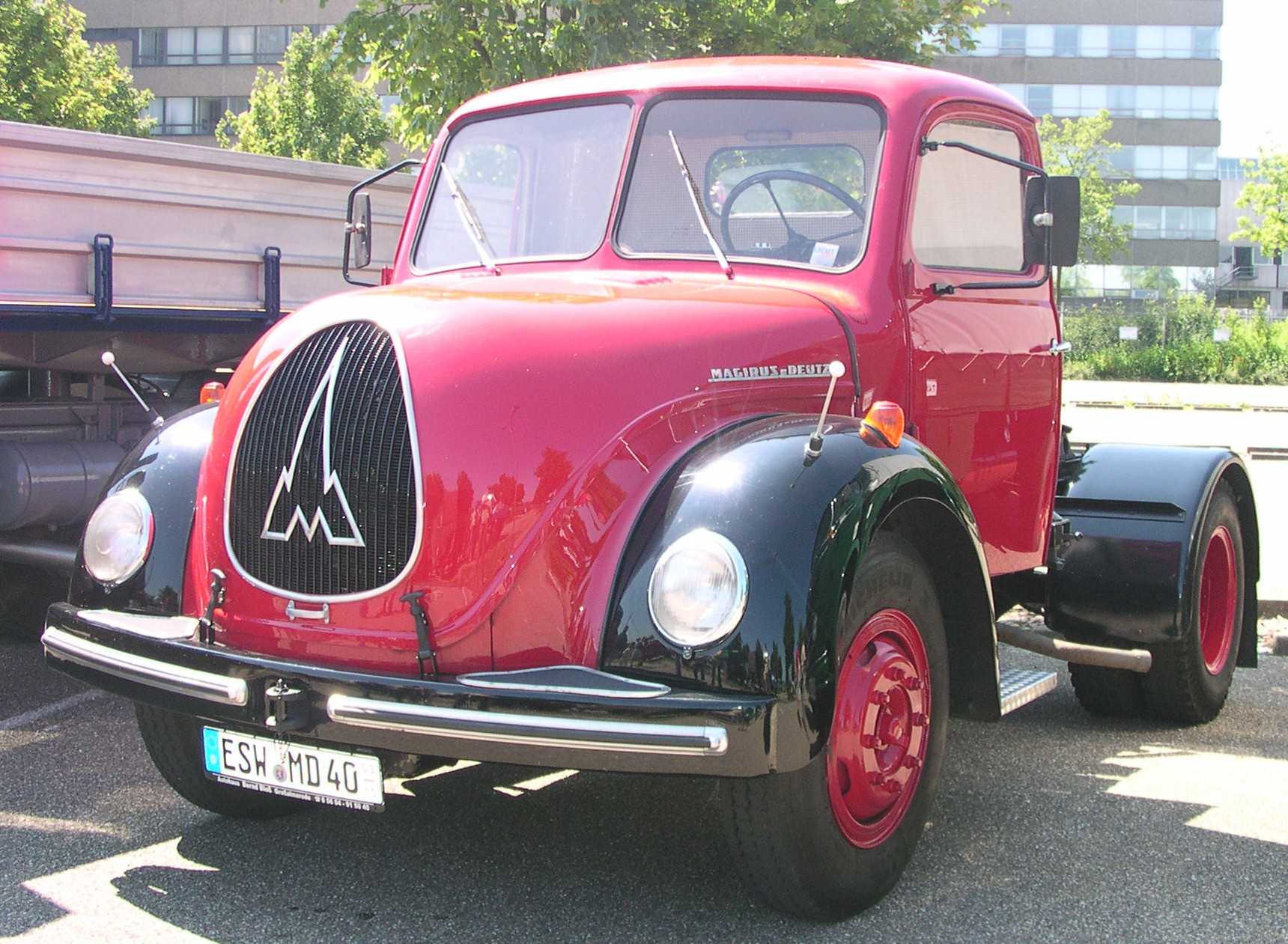
Magirus-Deutz Rundhauber Sattelzugmaschine

Die Entwicklung des Sattelaufliegers ist im Grunde eine Weiterentwicklung des pferdegezogenen Acker- und Packwagens, wie er über viele Jahrhunderte schon in vielen Varianten in Europa und Nordamerika gebaut wurde.
Grundprinzip dieser Wagen war meistens eine Zugstange oder ein Kastenaufbau, der fest mit der Hinterachse verbunden war, beweglich auf der Vorderachse aufgelegt und mit einem sogenannten Königsbolzen verbunden wurde. Im Lauf der Zeit wurde diese Verbindung durch zusätzliche Stützen oder Schleifringe verstärkt, so dass die Vorderachse zum Wagenkasten verwindungssteifer wurde. Hieraus entstand in der Folge der Drehkranz oder auch Drehschemel. Im Englischen wird er auch wegen der runden Form „Fifth wheel“ – „fünftes Rad“ – genannt.
Die Übertragung dieses Prinzips auf den gerade erfundenen Motorwagen muss nach neueren Forschungen Emil Jagenberg zugeschrieben werden, der somit als Erfinder des modernen Sattelzuges mit motorisiertem Sattelschlepper gilt. Jagenberg benötigte diesen besonderen Typus eines motorisierten Lastfahrzeuges, um ihn nach den Prinzipien moderner Logistik auf dem Gelände der in Planung befindlichen und ab 1904 erbauten Düsseldorfer Jagenberg-Fabrik einsetzen zu können. Nach längeren Experimenten u. a. mit einem 1903 von De Dion-Bouton erbauten Zugfahrzeug erhielt Emil Jagenberg noch im Jahre 1904 ein Kaiserliches Patent, das bereits die dem modernen Sattelzug bis heute zugrundeliegenden Konstruktionsmerkmale enthält. Seine Patentschrift Nr. 168659 vom 21. August 1904 trägt den wegweisenden Titel „Verbindung eines Motorwagens mit einem auf diesen mittels Drehkranzes sich stützenden Lastwagen“.
Mit der Einführung des Ford Modell TT – der Lkw-Ausführung des T-Modells – im Jahr 1908 stand in den USA ein kleiner, günstiger und recht robuster Lkw zur Verfügung, der auch auf schlechteren Straßen und Wegen noch einsetzbar war. Es wurde aber schnell klar, dass oft die Nutzlast von 1 Short ton (907 kg) für das Fahrgestell zu schwer war. Die Nutzung eines Anhängers vergrößerte zwar die Transportleistung, hatte aber den Nachteil, dass, wenn der TT unbeladen war, die für den Anhänger benötigte Zugleistung nicht mehr auf den Boden gebracht werden konnte.
Auch die ersten Lkw anderer Hersteller dieser Zeit beruhten in der Regel auf den Fahrgestellen von Pkw und hatten somit die gleichen Probleme wie der TT. Die Fahrzeughersteller hatten zu dieser Zeit nur geringes Interesse an der Entwicklung von Nutzfahrzeugen und auch die Entwicklung des Traktors war noch nicht so weit, um ausreichend starke und günstige Zugmaschinen für den Straßentransport von Gütern zur Verfügung stellen zu können.
In den USA entwickelte man den schon bekannten Drehschemel zur Sattelkupplung (Fifth wheel coupling) weiter und entwickelte dabei das System der auswechselbaren Sattelauflieger (Semitrailer – Halbanhänger). Mit diesen war es nun möglich, das Zwei- bis Dreifache an Ladung zu transportieren und durch die Lastverteilung auf Antriebs- und Anhängerachse immer ausreichend Bodenhaftung für den Antrieb des Fahrzeugs zu haben. Die Möglichkeit, nur durch den Austausch eines günstig herstellbaren Anhängers einen Lkw (Sattelzugmaschine) für verschiedene Transportaufgaben einsetzen zu können, machte dieses System auf dem amerikanischen Kontinent schnell zum am weitesten verbreiteten Transportsystem auf der Straße.
Die Erfindung der Sattelkupplung wird oft dem US-Erfinder Charles H. Martin und der Martin Rocking Fifth Wheel Co., die das Gerät im Jahr 1911 erfunden haben, zugeschrieben. Das früheste dokumentierte Patent einer Sattelkupplung ist in der Patentnummer 2053812, auf Charles E. Bradshaw aus Wellville, Virginia ausgestellt, eingereicht am 18. März 1936 und gewährt am 8. September 1936. Ein Drittel des Patents wurde Charles Martin, ebenfalls aus Wellville, zugewiesen.
Die Sattelkupplung wurde im Lauf der Zeit weiter entwickelt. Mussten die ersten Kupplungen noch durch das Einfädeln des Königsbolzens von oben in die Sattelplatte gekuppelt werden, so kann der Königsbolzen heute von hinten in die Kupplung gleiten und verriegelt diese dann automatisch.

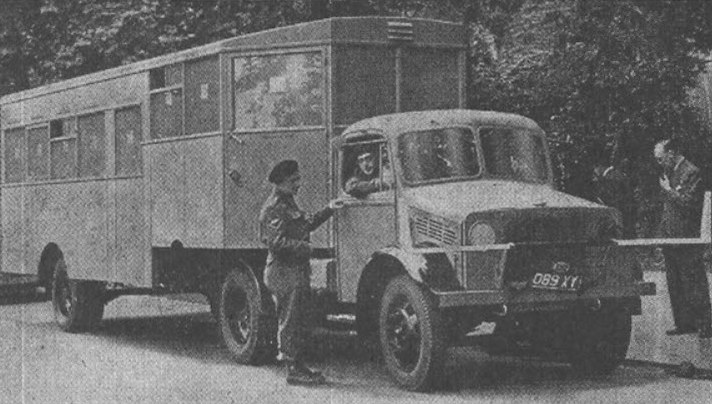
In England während des Zweiten Weltkrieges genutzter Sattelzugomnibus

In Europa wurden dagegen bis zum Ersten Weltkrieg ein sehr dichtes Schienennetz und diverse Schleusen und Kanäle für die Binnenschifffahrt gebaut. Der Transport auf der Straße beschränkte sich größtenteils nur auf den Verteilverkehr rund um Bahnhöfe und Häfen, wodurch größere Lkw erst später benötigt wurden. Über viele Jahre bestimmte ein Netz aus schmalen Straßen mit engen Kurven und kleinen Kreuzungen das Verkehrsbild. Diese waren für die längeren Sattelzüge kaum befahrbar, so dass sich hier, mit dem Beginn des Nutzfahrzeugbaus, der Lastzug zunächst in Form von Traktor und zwei Anhängern und später auch der klassische Lkw-Maschinenwagen mit Ladungsaufbau und Anhänger durchgesetzt hat.
In Frankreich wurde 1920 die Société anonyme des Trains Chenard & Walcker FAR gegründet, die Sattelzüge vertrieb. Die Abkürzung FAR bezieht sich dabei auf die Vornamen von Fritz Glaszmann, André Lagache und Raymond Glaszmann, die eine Sattelkupplung entwickelt hatten. Die Sattelkupplung wurde für die Sattelauflieger des Kombinierten Verkehrs der Union des transports ferroviaires et routiers (UFR) und für Fahrzeuge der Deutschen Wehrmacht verwendet. Die Produktion der FAR-Sattelkupplung wurde 1972 eingestellt.
Während des Zweiten Weltkrieges kamen in englischen Munitionsfabriken Sattelzugomnibusse zum Einsatz.
Nach dem Zweiten Weltkrieg waren große Teile des Schienennetzes zerstört und der Transport von Gütern musste auf die Straße ausweichen. Die zwischenzeitlich gebauten neuen Autobahnen schufen die nötige Infrastruktur, damit Sattelzüge auch in Europa interessant wurden. Die amerikanischen Truppen setzten Sattelzüge zur Versorgung ihrer Einheiten in Europa ein, und so begann auch hier die Verbreitung des Sattelzuges.

## Technik

Schematische Darstellung eines standardisierten Sattelzugs
1. Sattelzugmaschine
2. Sattelauflieger
3. Motorraum
4. Führerhaus oder Fahrerhaus
5. Schlafkabine
6. Dachspoiler
7. Kraftstofftank
8. Sattelkupplung
9. Frachtraum
10. Stützbeine

Bildtafel für Sattelzug

### Sattelzugmaschine
Die Sattelzugmaschine ist ein vom Lastkraftwagen abgeleitetes Fahrzeug, das anstelle einer Ladefläche eine Sattelkupplung aufweist. Diese Sattelkupplung besteht aus einer Platte mit eingebautem Schließmechanismus, auf welcher der Sattelauflieger aufliegt und in die der Königszapfen des Sattelanhängers gekuppelt wird. Damit ist der Sattelauflieger mit der Sattelzugmaschine beweglich, aber sicher verbunden.
Eine Sattelzugmaschine hat im Regelfall ein kürzeres Fahrgestell als ein vergleichbarer Lkw. Sattelzugmaschinen haben keine Ladefläche und stellen somit eine Sonderform des Lastkraftwagens dar, die gemäß Straßenverkehrsordnung und EU-Recht als Zugmaschine gilt. Alle namhaften Lkw-Hersteller haben Sattelzugmaschinen im Angebot.
Zum Zweck der Güterbeförderung sind stets Sattelzugmaschine und Sattelauflieger nötig. Der Sattelauflieger, ähnlich dem Anhänger, wird von der Sattelzugmaschine mit der notwendigen Druckluft für die Bremsanlage und dem elektrischen Strom für die Fahrzeugbeleuchtung, das ABS und andere elektrische Verbraucher versorgt.
Zum Fahren mit Sattelkraftfahrzeugen (solo) ist ein Führerschein der Klasse B (bei Zugfahrzeugen bis 3,5 t zulässigem Gesamtgewicht), C1 (bei Zugfahrzeugen bis 7,5 t zulässigem Gesamtgewicht) oder C (bei Zugfahrzeugen mit mehr als 7,5 t zulässigem Gesamtgewicht) notwendig. Zum Fahren mit einem Sattelauflieger über 750 kg ist dem Zugfahrzeug entsprechend der jeweilige Anhängerführerschein Klasse BE/C1E/CE zusätzlich nötig.

### Sattelauflieger
Der Sattelauflieger ist eine Art langer „Anhänger“, der keine Vorderachse, jedoch eine bis vier Hinterachsen hat, sowie vorn meist zusätzliche herabkurbelbare Stützen zum Auf- und Absatteln. Die Hinterachse der Sattelzugmaschine ersetzt quasi die Vorderachse des Sattelaufliegers. Die Sattelzugmaschine ist sehr kurz gebaut, so kann der Sattelauflieger länger sein.

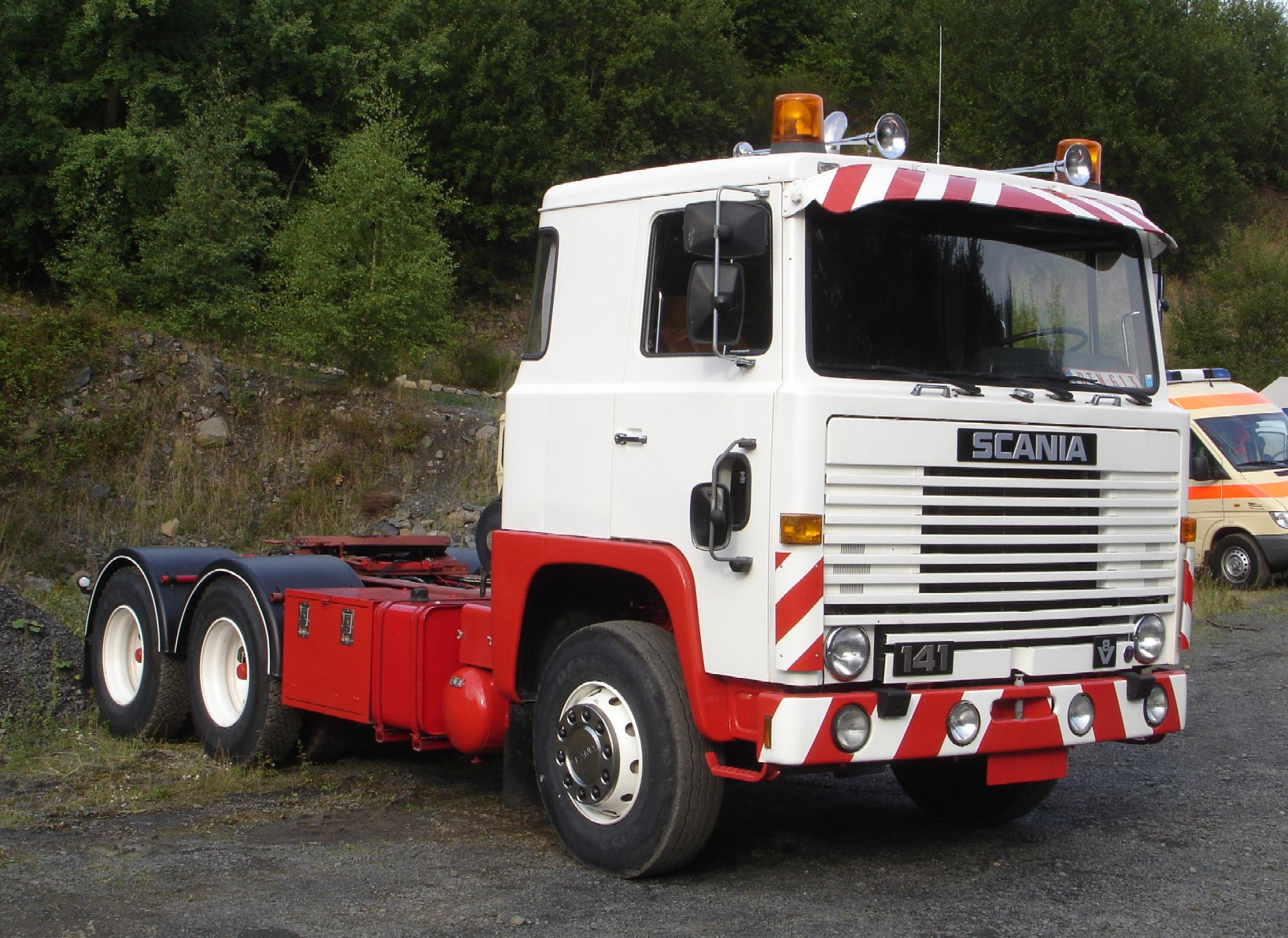
Scania LBS 141

Bei einem Spezial-Sattelauflieger, der ein größeres Gewicht transportieren muss, können auch mehr Achsen vorhanden sein. Einzelne Achsen können beim dreiachsigen Sattelauflieger als Liftachsen ausgebildet sein, die bei Leerfahrten angehoben werden können, um das Verschränken der Räder und die Abnutzung der Reifen („Radieren“) bei Kurvenfahrt zu minimieren sowie den Rollwiderstand und damit den Kraftstoffverbrauch (z. B. bei Leerfahrten oder leichter Ladung) zu verringern. Die Druckluftbremsleitungen werden ähnlich einem Lkw-Anhänger beim Zugfahrzeug über zwei Schlauchleitungen angeschlossen, eine dritte Leitung verbindet die Lichtanlage des Aufliegers mit der Sattelzugmaschine. Die Last des Sattelaufliegers liegt zum Teil auf dem hinteren Teil der meistens drei Achsen, einen erheblichen Teil trägt die Sattelzugmaschine über die Sattelkupplung. Dies wirkt sich vorteilhaft auf die Traktion der Zugmaschine aus.
Beim Absatteln wird der Sattelauflieger auf zwei Sattelstützen gestellt, die zu diesem Zweck heruntergekurbelt werden. Man kann diese Stützen mit einer Kurbel über ein Getriebe und eine Spindel in der Höhe verstellen. Eine kraftsparende Möglichkeit besteht darin, nach dem Herabkurbeln der Stützen das Sattelzugfahrzeug mit einer Luftfederung abzusenken und danach unter dem Sattelauflieger wegzufahren. Die Ausgestaltung der Ladefläche ist abhängig vom angestrebten Einsatz, es gibt unzählige Varianten, vom Sattelauflieger mit Kippeinrichtung über Gardinenplanenauflieger bis zum Containerchassis.

## Einsatz

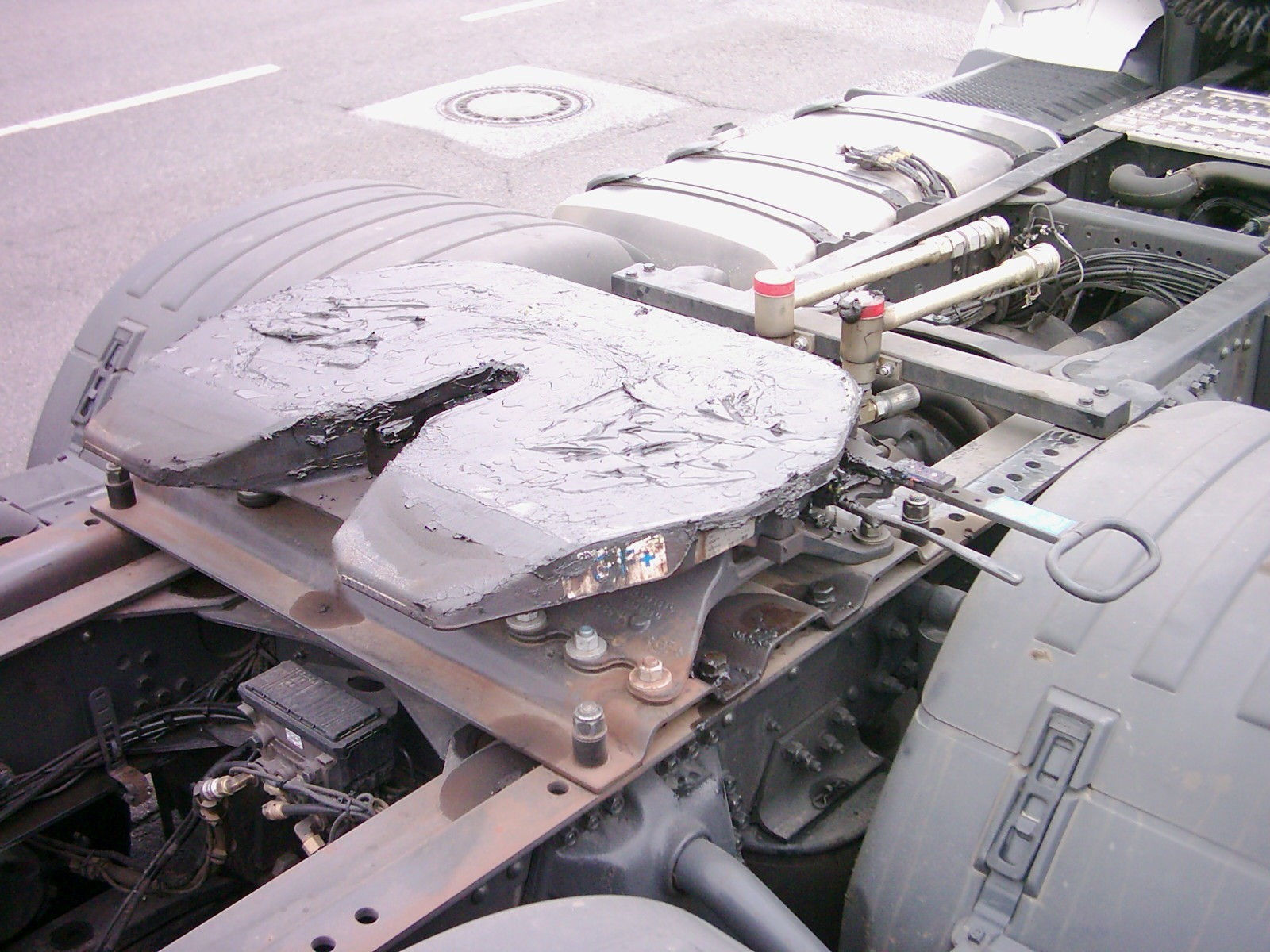
Sattelkupplung an einer Sattelzugmaschine

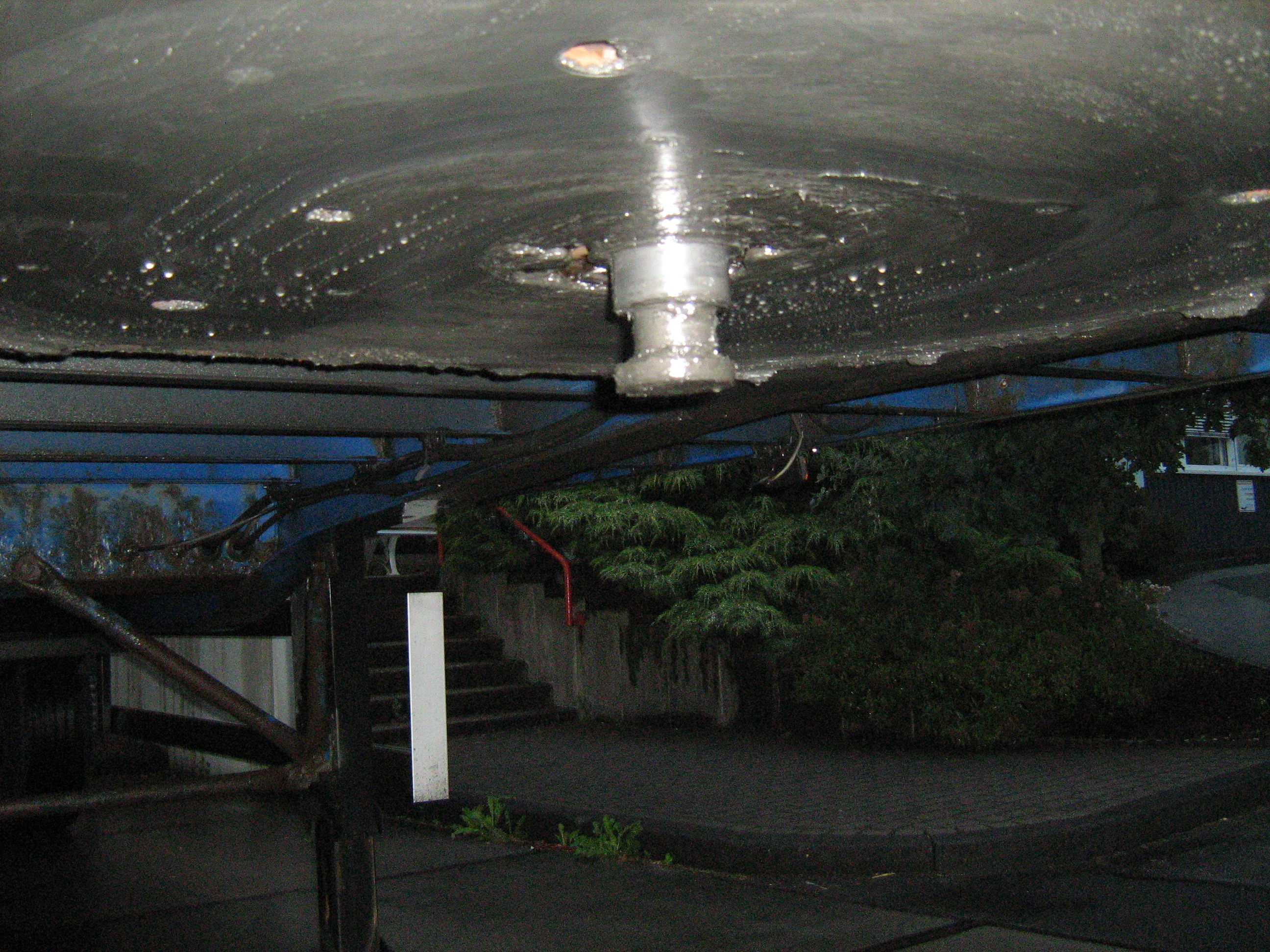
Königszapfen

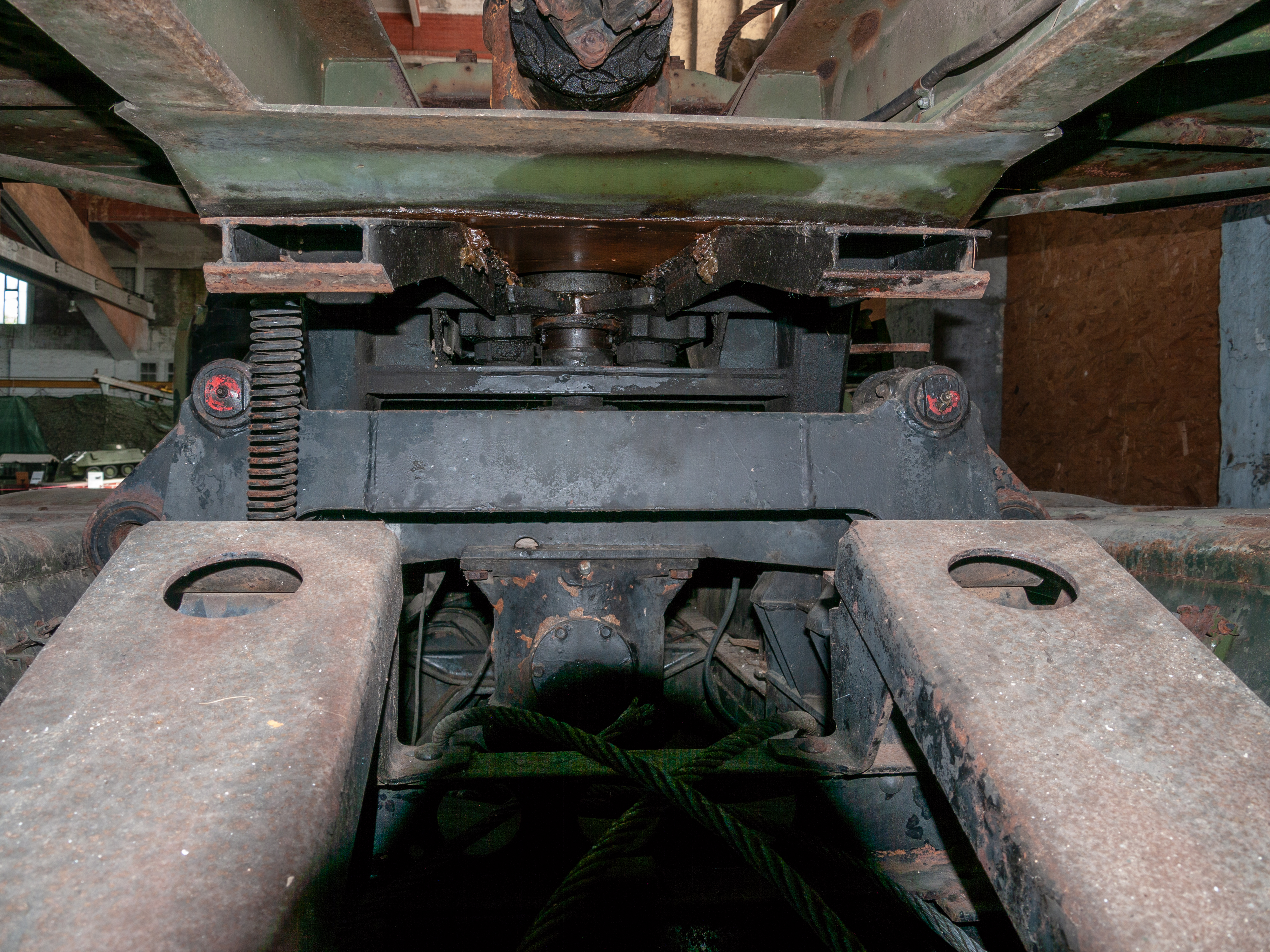
Sattelkupplung mit integrierter Antriebswelle für den Anhänger (ZIL-157KW)

Da Sattelzüge nicht so wendig sind wie Gliederzüge oder einzelne Lkw, werden diese hauptsächlich im Güterfernverkehr eingesetzt. Sie dürfen ein Gesamtgewicht von 40 t erreichen, nur im kombinierten Verkehr mit ISO-Container ist eine maximale Gesamtmasse von 44 t erlaubt. Im europäischen Fernverkehr werden üblicherweise zweiachsige Zugmaschinen mit dreiachsigen Aufliegern („Euro-“ oder „Standard-Sattelzug“ genannt) eingesetzt. Auch als Baustellenfahrzeug mit Kippmulde sind Sattelkraftfahrzeuge verbreitet.
Für großvolumige Gütertransporte mit geringerer Nutzlast werden spezielle Sattelauflieger gebaut. Diese sogenannten Megaliner oder Jumbo-Trailer haben Räder mit geringerem Durchmesser. Dies vergrößert bei einer konstanten Gesamthöhe die innere Ladehöhe. Alternativ kann auch eine zweite Ladeebene eingezogen werden (sog. Doppeldecker mit 25 % Mehrkapazität für Paletten). Die kleineren Räder sind allerdings ein Nachteil im Fahrverhalten, und die Reifen werden schneller abgefahren. In diesem Fall haben sowohl das Zugfahrzeug als auch der Sattelauflieger kleinere Räder. Es gibt aber auch eine Zwischenlösung, bei der das Zugfahrzeug eine normalgroße Bereifung hat und der Auflieger eine Stufe in der Ladefläche aufweist. Auf Grund seiner Form wird dieser dann umgangssprachlich als Schwanenhalsauflieger (engl.: Gooseneck Chassis) bezeichnet. Manche Auflieger weisen zusätzlich auch eine integrierte Ladebordwand auf, damit der Auflieger auch an Orten ohne Laderampe oder Flurförderfahrzeug be- oder entladen werden kann.
Sattelzüge, die für den Personentransport (zum Beispiel im Öffentlichen Personennahverkehr) ausgelegt sind, werden Sattelzugomnibusse genannt. Ferner gibt es vor allem in den USA eine spezielle Wohnwagen-Konstruktion (ein sogenannter Trailer), die in der Form eines Sattelaufliegers auf einen angepassten Pick-up gesetzt werden kann, bei welcher der Pick-up als Zugmaschine fungiert.

## Sonderformen

### Deutschland
In sechs Bundesländern werden derzeit versuchsweise so genannte EuroCombis (oft fälschlicherweise als Gigaliner bezeichnet, was eigentlich die Bezeichnung für eine bestimmte Fahrzeugkonfiguration des Fahrzeugwerks Krone ist) eingesetzt. Hierbei handelt es sich um zwei verschiedene Typen:
- Typ A: ein dreiachsiger Lastkraftwagen (mit festem Aufbau oder Wechselaufbau) mit angehängtem Dolly, auf dem ein Sattelauflieger geführt wird.
- Typ B: eine Sattelzugmaschine mit dreiachsigem Sattelauflieger und einem Tandemanhänger mit einer Tandemachse.

Die weiteren unter EuroCombi aufgeführten Kombinationstypen sind derzeit in Deutschland nicht gebräuchlich. Diese übergroßen bzw. -langen EuroCombis konnten in Deutschland bis Ende 2007 nur mit einer Ausnahmegenehmigung betrieben werden. Die Gesamtlänge darf maximal 25,25 m anstatt der üblichen 16,50 m beim Sattelzug bzw. 18,75 m beim Lastzug betragen. Die Ausnahmegenehmigung erstreckte sich nicht auf das zulässige Gesamtgewicht, das bei 40 t bleibt, aber unter Umständen auf bis zu 60 t erweitert werden soll. Derzeit wird ein Gutachten der Bundesanstalt für Straßenwesen abgewartet.

### Schweden
In Schweden darf das Gesamtgewicht bis zu 60 t betragen.

### Schweiz

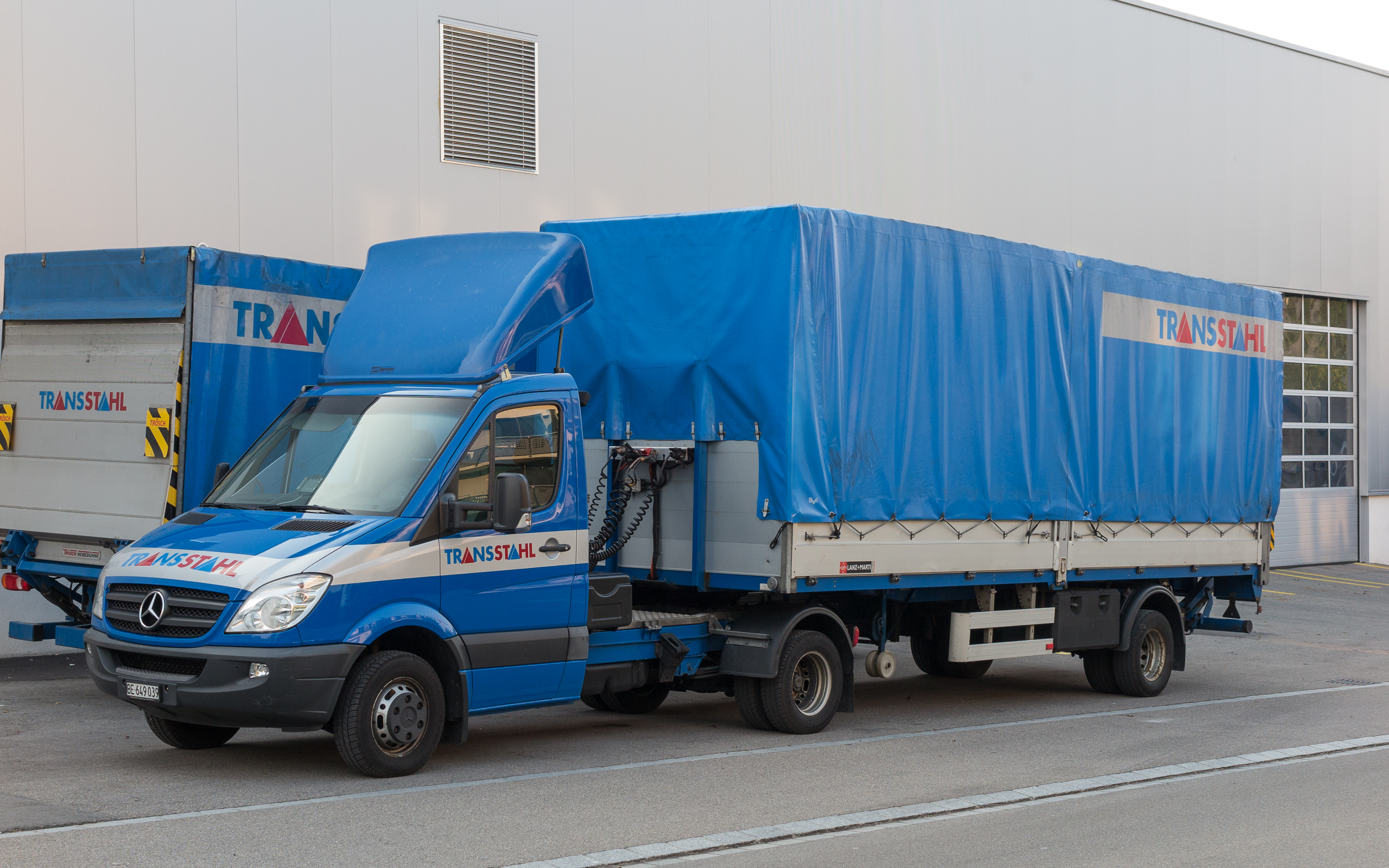
Sattelzug mit Sprinter

In der Schweiz gilt für Sattelzüge über 5 Tonnen Gesamtzugsgewicht sowie für Lastwagen mit mehr als 3,5 Tonnen Gesamtgewicht ein allgemeines Nacht- und Sonntagsfahrverbot sowie die leistungsabhängige Schwerverkehrsabgabe (LSVA). Aus diesem Grund ist der Nachtsprung für die morgendliche Anlieferung mit sämtlichen Last- und Sattelzügen nicht möglich, wenn keine Ausnahmegenehmigung vorliegt. Daher setzen verschiedene Firmen auf Kleintransporter mit Anhänger (max. 7 Tonnen Gesamtzugsgewicht) ein, welche von den Fahrverboten ausgenommen sind. Weitere Vorteile dieser Minisattelzüge ist, dass sie mit dem Führerschein für PKW mit Anhänger (Kategorie BE) und mit bis zu 8,7 Tonnen Gesamtzugsgewicht im schweizerischen Binnenverkehr gefahren werden dürfen. Diese Vorteile sind auch für den Verteilverkehr relevant, wo Minisattelzüge teilweise ebenfalls zum Einsatz kommen.

### USA

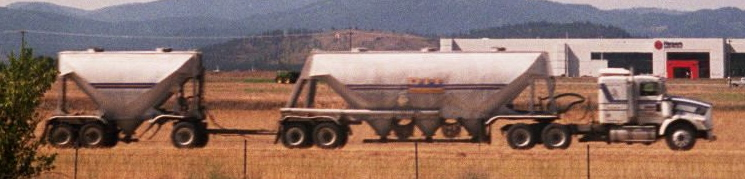
„Rocky Mountain Double“: eine Kombination aus Sattelzug und Lastzug, indem an einen Sattelzug ein Anhänger angehängt wurde.

In den USA hat das Verkehrsministerium (DOT) zu unterstützende Maße der Sattelzüge (semi-trailer trucks) für den bundesweiten Verkehr auf dem Interstate-Autobahnnetz festgelegt. Hierbei gelten 8 Fuß 6 Zoll Breite (2,59 m), 13 Fuß 6 Zoll Höhe (4,12 m), 53 Fuß Aufliegerlänge (16,15 m) und maximal 80.000 Pfund Gesamtgewicht (36,3 t), jedoch keine Beschränkung der Gesamtlänge von Sattelzügen; daher dominieren Langhauber mit großen Schlafkabinen weiterhin den Markt für Zugmaschinen. Diese Maße werden von einigen Bundesstaaten erweitert, insbesondere sind vielerorts Road Trains mit mehreren Anhängern statthaft – ein „Turnpike Double“ verbindet dabei zwei 48-Fuß-Anhänger (14,6 m) zu einem Zug mit einem erlaubten Gesamtgewicht von 147.000 Pfund (66,7 t), der „Rocky Mountain Double“ verbindet einen 40-Fuß-Auflieger (12,2 m) mit einem 28-Fuß-6-Zoll-Anhänger (8,7 m) (dem „Pup“) zu einem Gespann mit bis zu 129.000 Pfund (58,5 t) Gesamtgewicht.

### Kanada
In Kanada liegen die Gewichtsgrenzwerte höher als in den USA, auch sind die Maße langer Kombinationen anders geregelt; allerdings existieren in Kanada auch Vorschriften bezüglich der Gesamtlänge des Zuges sowie des Radstandes der Zugmaschine. Abhängig von der Konfiguration sind maximal 137.500 Pfund (62,3 t) Gesamtgewicht, maximal 53-Fuß-Auflieger (16,2 m) und eine Gesamtlänge (des Road Trains) bis zu 75 Fuß 6 Zoll (23,0 m) erlaubt.

### Mexiko
In Mexiko sind für einige Konfigurationen bis zu 136.000 Pfund (61,7 t) Gesamtgewicht, bis zu 68,2 Fuß (20,8 m) Gesamtlänge für Sattelzüge mit einem Auflieger und bis zu 102,7 Fuß (31,3 m) Gesamtlänge für Sattelzüge mit zwei Anhängern erlaubt. Die hohen Gesamtgewichte über 60 t haben enge Vorschriften zu Achslasten, der Anzahl und Mindestabstände der Achsen hervorgebracht, um die Belastung von Brücken zu begrenzen (sogenannte bridge formula / Brückenformeln der Achsenkonfiguration).

## Vor- und Nachteile von Sattelkraftfahrzeugen

### Vorteile
- Flexibles Tauschen der Auflieger in einem Unternehmen, um Fahrzeiten einzuhalten
- Der Sattelauflieger kann einen sehr langen, bis zum Rahmen-Knick weitenteils ebenen, durchgehenden Laderaum haben, der sich vergleichsweise preiswert bauen lässt.
- Unproblematisches Verladen und Transportieren von Langgütern (wie z. B. Stahlträgern)
- Transport von Gütern, die relativ wenig Platz beanspruchen, aber ein hohes Gewicht besitzen, ist gut möglich.
- Flexibles System vieler preiswerter Sattelauflieger mit wenigen (teuren) Sattelzugmaschinen möglich
- Einfacheres (Rückwärts-)Rangieren mit weniger komplexer Bewegungsmechanik als beim Lastzug
- Geringeres Leergewicht gegenüber Lastzügen bei gleichem zulässigen Gesamtgewicht
- Die Sattelzugmaschine ohne Auflieger gilt als Zugmaschine. Zugmaschinen sind von den Sonn- und Feiertagsfahrverboten, die in einigen europäischen Staaten für Lkw gelten, ausgenommen, was es dem Fahrer ermöglicht, auch an Sonn- und Feiertagen mobil zu bleiben, und dem Spediteur, seinen Fuhrpark auch an Fahrverbotstagen zu disponieren.
- Es ist nur eine Rampenberührung zum kompletten Be- und Entladen nötig (Zeitersparnis).
- Das häufige Trennen bzw. Verbinden von Anhänger und Zugfahrzeug, insbesondere bei Be- und Entladung, entfällt.
- Bessere Fahreigenschaften, weil der Auflieger seltener bzw. kaum ins Schlingern gerät.
- Geringerer Kraftstoffverbrauch, da der Abstand zwischen Zugmaschine und Auflieger sehr gering ist und daher weniger Verwirbelungen als beim Lastzug entstehen. Auch die besseren Fahreigenschaften führen zu einem geringeren Verbrauch, der insgesamt 3–5 % ausmacht.[13]

### Nachteile
- Eine Sattelzugmaschine für sich allein ist nutzlos ohne Sattelauflieger, ein Lkw allein hingegen kann auch ohne Anhänger Güter transportieren.
- Teils problematisches Fahrverhalten von Sattelzugmaschinen bei Fahrt ohne Sattelauflieger
- Seitenwindgefährdung leerer, großflächiger Sattelauflieger
- Höherer Reifenverschleiß insbesondere an Sattelaufliegern ohne gelenkte Achsen
- Gefährliches Winterfahrverhalten, da sich bei der üblichen Zweiachssattelzugmaschine die Antriebsachse des Lastzuges hinter der Sattelkupplung und dem Königsbolzen, also dem Zugpunkt des Sattelaufliegers, befindet. Auf glatten und nassen Straßen neigt die (angetriebene) Hinterachse der Sattelzugmaschine daher dazu, seitlich auszubrechen und die eigene Sattelkupplung „überholen zu wollen“.
- Die Achslast (insbesondere der Antriebsachse der Zugmaschine) ist beim Euro-Sattelzug um drei Tonnen höher als beim Euro-Lastzug, was zu einem erhöhten Verschleiß der Straßen führt (Spurrillen), weshalb die Auslastung eines solchen Fahrzeuges über die in den EWR-Mitgliedsstaaten definierten, national festgelegten maximalen Achslasten nicht immer möglich ist und bis zu drei Tonnen Nutzlast kosten kann.
- Probleme in Spitzkehren, engen Einfahrten, beim Abbiegen (erhöhter Platzbedarf) sowie steilen Straßen mit flachem Auslauf (Gefahr von Aufsetzen oder Abriss der Stützen)
- Ausschwenken bei Kurvenfahrten im Front- und Heckbereich des Sattelaufliegers kann andere Verkehrsteilnehmer gefährden
- Achsweise unterschiedlicher Reifenverschleiß, bei Sattelaufliegern mit mehr als zwei Achsen.

## Hersteller
Aktuell für den gesamteuropäischen Markt produzierende Hersteller und deren Marken von großen Sattelzugmaschinen sind
- DAF, Niederlande
- Iveco, Italien
- MAN, Deutschland
- Mercedes-Benz, Deutschland
- Renault, Frankreich
- Scania, Schweden
- Volvo, Schweden.

Aktuell für einzelne europäische Märkte oder Einsatzgebiete produzierende Hersteller von großen Sattelzugmaschinen sind
- Ford Otosan, Türkei
- Fuso, Japan
- Hino, Japan
- Isuzu, Japan
- Jelcz, Polen
- KAMAZ, Russland
- MAZ, Belarus
- Sisu, Finnland
- Titan, Deutschland
- Ural, Russland.

Aktuell für den nordamerikanischen Markt produzierende Hersteller von großen Sattelzugmaschinen sind
- Freightliner, USA
- Kenworth, USA
- Mack, USA
- Navistar, USA
- Peterbilt, USA
- Volvo, USA
- Western Star, USA.

## Kuriosum
1953 bis 1970 fuhren auf der Sylter Inselbahn auf Basis von Sattelschleppern für 1000-mm-Gleis gebaute Leichttriebwagen.